# Sewellia elongata
Sewellia elongata är en fiskart som beskrevs av Roberts, 1998. Sewellia elongata ingår i släktet Sewellia och familjen grönlingsfiskar. IUCN kategoriserar arten globalt som nära hotad. Inga underarter finns listade i Catalogue of Life.